# 地下酒吧

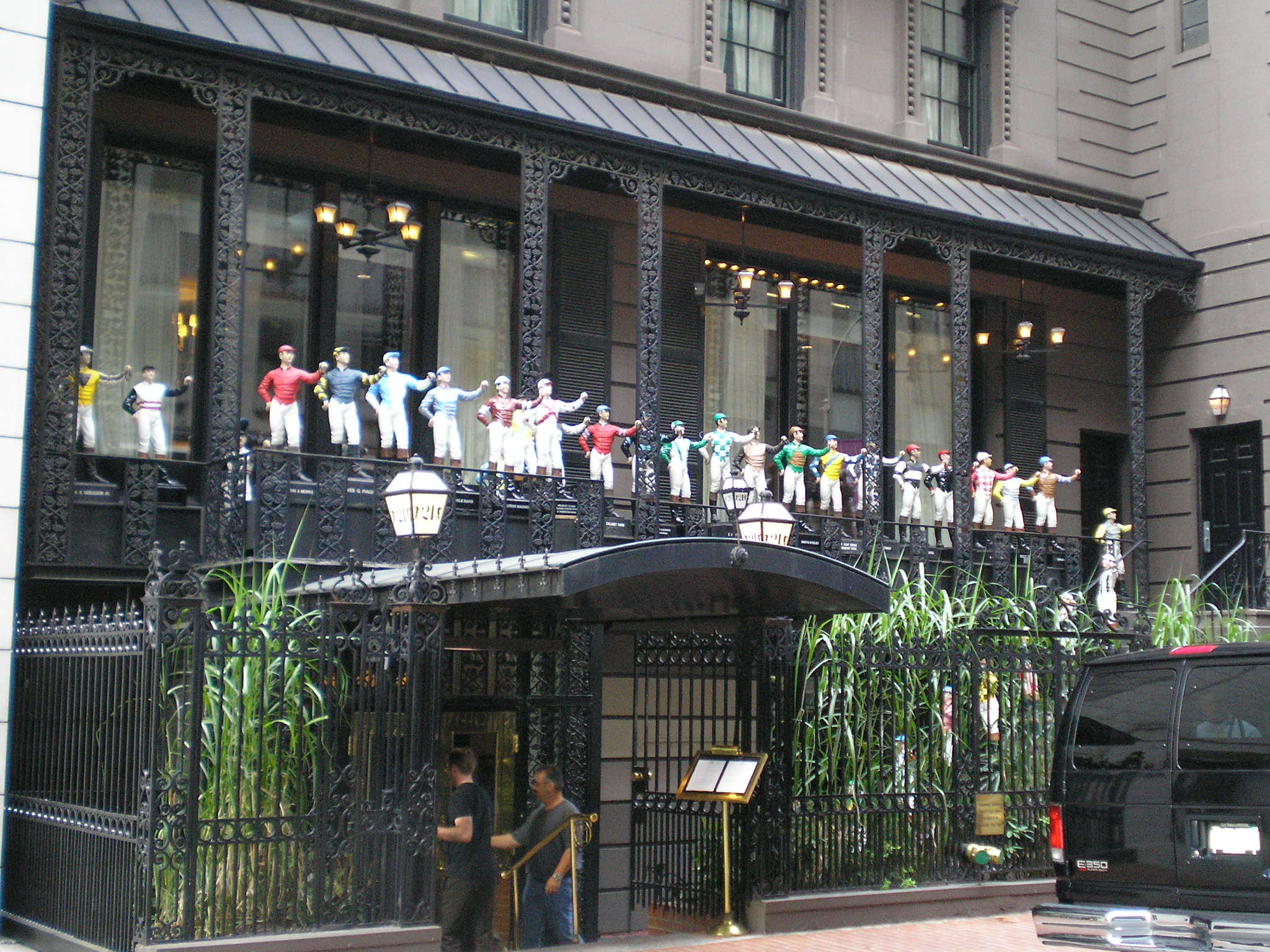
紐約的21俱樂部曾經是禁酒時期的地下酒吧。

地下酒吧（英語：Speakeasy），又稱瞎豬（blind pig）或瞎虎（blind tiger），是售賣酒精飲品的違法企業。這樣的企業在美國禁酒時期（1920年–1933年，某些州份時期較長）變得顯眼出名。在這段時期的美國，酒精飲品的銷售、生產和運輸（走私酒類）是屬於違法。
地下酒吧於1933年禁酒令結束後大部分消失，而這個術語到現在通常形容一些復古風格的酒吧。

## 詞源
詞組「speak softly shop」，意為「走私者之家」（smuggler's house），出現在1823年出版的英國俚語詞典中。詞組「speak easy shop」，則表示銷售無牌酒的一個地方，出現在1844年的英國海軍回憶錄中。

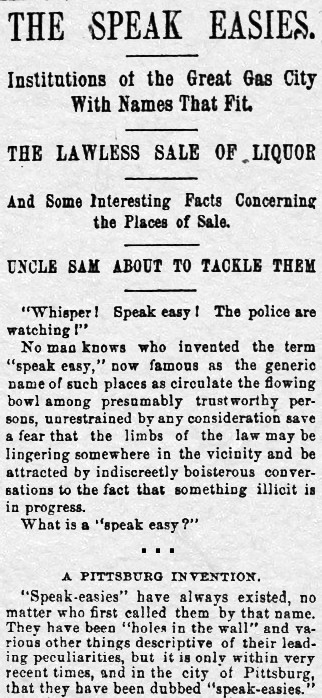
美國第一次使用地下酒吧這個字的紀錄。1889年6月30日的報紙《Pittsburgh Dispatch》。

1880年代，在美國已出現了這個字。根據一份1889年的報紙說，「賓夕凡尼亞州的無牌酒館被稱為『低聲細語』（speak-easy的字面意思）。」他們是「如此稱呼是因為習慣在公共場所或在其內部輕聲說話，以免引起警察或鄰居的注意」。這個術語據報是起源於酒館擁有者Kate Hester，她於1880年代在賓夕凡尼亞州McKeesport的匹茲堡地區城鎮經營無牌酒吧，經常告訴她的吵鬧顧客要「低聲細語」。許多年後，在禁酒時期的美國，「speakeasy」成為一個常見的名字，來描述一個獲取非法的酒的地方。
地下酒吧的不同名稱被創作出來。術語「blind pig」和「blind tiger」起源於19世紀的美國。這些術語適用於非法出售含酒精飲料的低下階層企業，他們現在仍然使用中。企業的經營者（例如酒館或酒吧）會向顧客指示觀看一個吸引物（例如動物），然後招待一杯「贈送」的酒精飲料，從而避開法律。

## 歷史

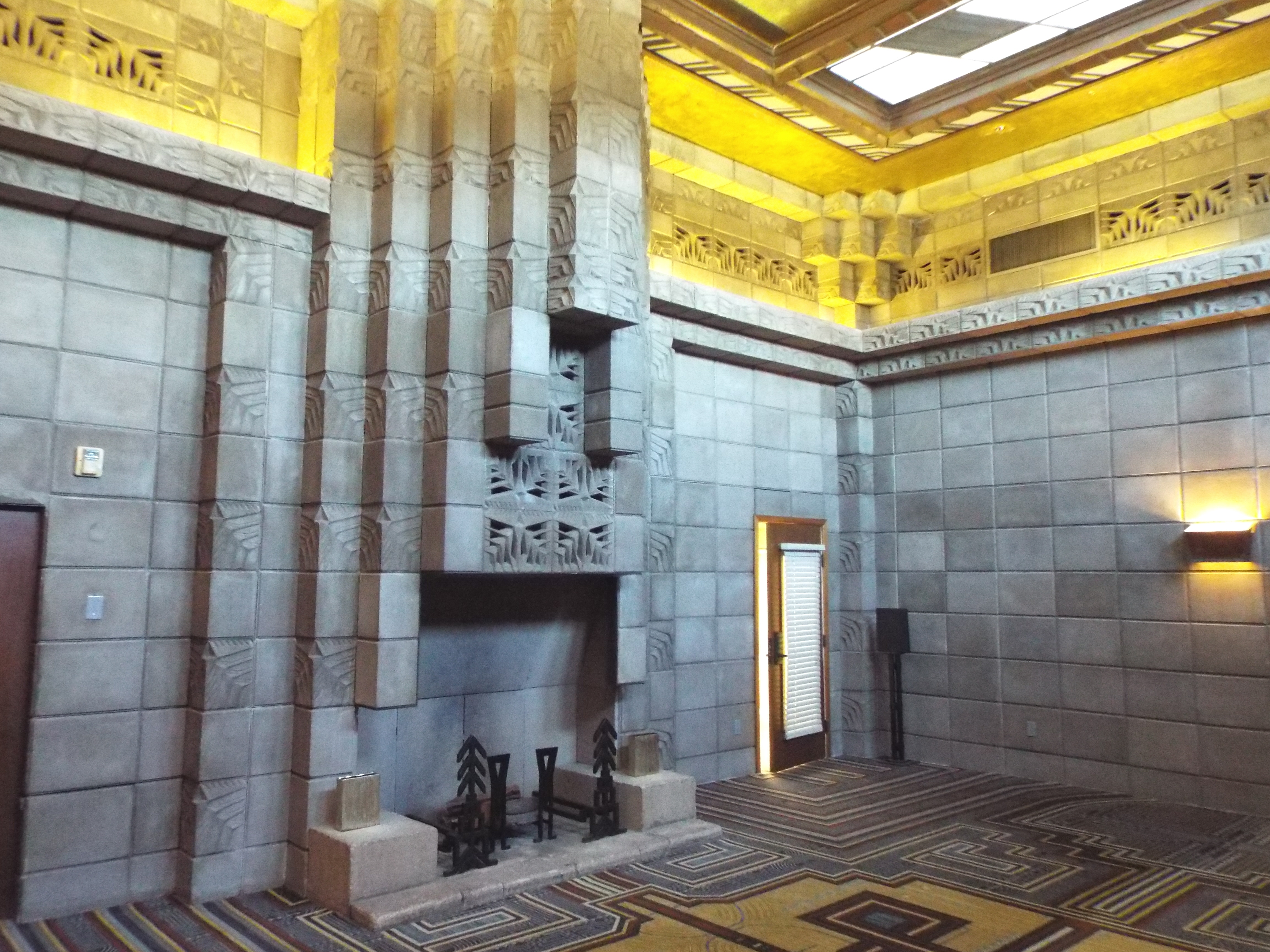
亞利桑那比特摩爾酒店的秘密房間內部，在禁酒時期被用作為地下酒吧。

地下酒吧雖然是非法的，但在禁酒令期間是數量眾多和受歡迎的。有些是由有組織犯罪的成員經營的。即使警察和禁酒局的探員經常突襲他們和逮捕他們的老闆和顧客，但他們就是如此有利可圖，繼續蓬勃發展。在這段時間裡，地下酒吧很快成為美國文化的重要部分。隨著地下酒吧的形成，發生了幾個變化；其中一個是一體化。「黑與棕」，所有種族的人，黑人或白人，會聚在一起，甚至一起交往。人們會混在一起，喝醉酒，幾乎沒有問題。
發生的另一個變化是更多的女性參與其中。許多生意建立了他們的地下酒吧，以吸引女性獲得更多的利潤。女性也開始將自己插入地下酒吧的業務。德克薩斯·貴南，是一名前電影和舞台女演員，在禁酒令期間，開設了許多地下酒吧，例如300 Club和the El Fey。貴南會用「Hey Suckers」來向客戶打招呼，她也明白沒有禁酒令的話她只會是個小人物 。她兩個最大的競爭對手是Helen Morgan和Belle Livingston。
在禁酒令期間，地下酒吧也影響了文化，而地下酒吧變成了焦點。有一個例子發生在電影院中，公司被限制在電影裡描述酒精，但有些仍然繼續這樣做，因為他們覺得它顯示真正美國的生活方式。有一些非法的例子在電影裡被展示出來，包括在《Our Dancing Daughters》中的女演員瓊·克勞馥，她被描繪為是在一間地下酒吧的桌子上的舞蹈演員。

## 多樣化

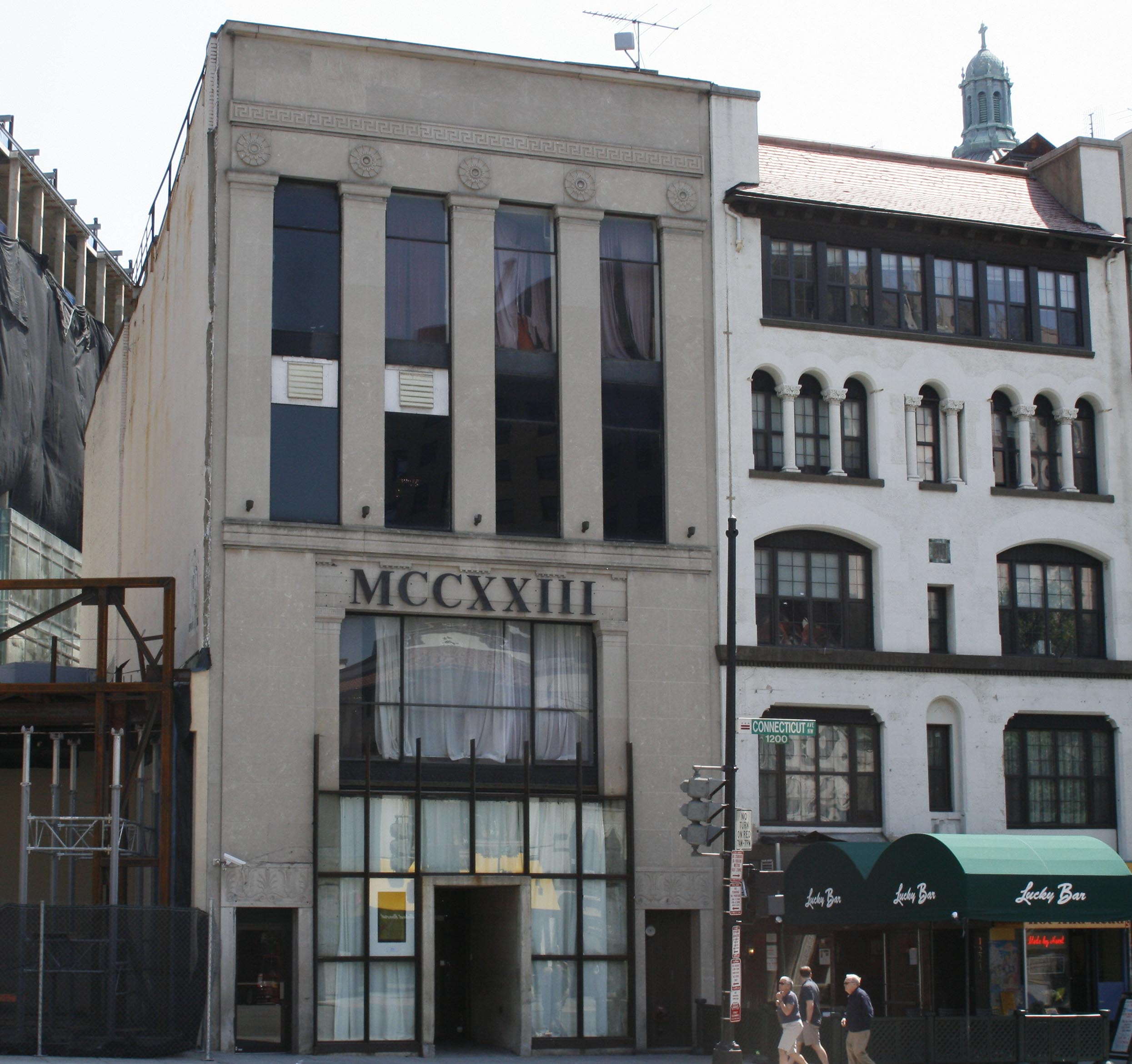
The Mayflower Club，華盛頓哥倫比亞特區中的一個高檔地下酒吧，提供了酒精飲料和賭博。

從一開始，地下酒吧是相當小型，而且只有很少或沒有娛樂的，但逐漸發展至普及和擴展到許多不同的領域與新的娛樂，並最終令地下酒吧在禁酒令期間變成最大的生意之一。
在許多農村城鎮裏，當地的生意老闆經營小型地下酒吧和blind pigs。這些家族秘密經常在禁酒令結束後仍然保存着。在2007年，在紐約州賓漢頓的Cyber Cafe West範圍被修理人員發現一個被認為是地下酒吧的秘密地下房間。
地下酒吧不需要大規模地經營。「不需要太多的瓶子和多過兩把椅子來做一個地下酒吧。」一個地下酒吧位置的例子是在紐約的21俱樂部（21 Club）。這是其中一個很著名的地下酒吧，到今天仍然䇄立不倒。21俱樂部只是Charlie Berns和Jack Kriendler擁有的一系列生意的一部分。他們在格林威治（Greenwich）的一個名為「The Redhead」地方開始了生意，後來在上面發展下一個業務「The Puncheon Club」。21俱樂部是特別的，因為它的系統保持着低調。這是一個獨特的系統，酒吧處於危險中時便會有一名守門人向酒吧內發送警告，並透過機械裝置轉變成一個普通的地方。
地下酒吧的行業遍布全紐約，例如有「Bath Club」和「O'Leary's on the Bowery」。所有不同的地下酒吧都有自己的特色以令它們變得獨一無二。The Bath Club有音樂家表演，以保持它的獨特。這個音樂家的主意傳遍整個地下酒吧生意，不久很多地下酒吧都有音樂家了。